# Eparchia kamieńska
Eparchia kamieńska – jedna z eparchii Rosyjskiego Kościoła Prawosławnego z siedzibą w Kamieńsku Uralskim. Erygowana decyzją Świętego Synodu Rosyjskiego Kościoła Prawosławnego z 27 lipca 2011. Eparchia powstała poprzez wydzielenie z eparchii jekaterynburskiej. Od października 2011 należy do metropolii jekaterynburskiej.
W listopadzie 2014 w skład eparchii wchodziło 207 parafii, zgrupowanych w 13 dekanatach.

## Biskupi kamieńscy
- Serafin (Kuźminow), 2011[2]
- Sergiusz (Iwannikow), 2012–2013[3][4]
- Metody (Kondratjew), od 2014[5]

## Monastery
- Monaster Przemienienia Pańskiego w Kamieńsku Uralskim, męski
- Monaster św. Mikołaja w Turinsku, żeński[1]